# Karl-Heinz Schroff
Karl-Heinz Schroff (* 24. Februar 1953) ist ein ehemaliger deutscher Fußballspieler.

## Karriere
Karl-Heinz Schroff wechselte 1974 vom VfR Aalen zu den Stuttgarter Kickers. Am ersten Spieltag der 2. Bundesliga 1974/75 gab er sein Profidebüt, als er gegen den SV Waldhof Mannheim am 3. August 1974 in der Startelf stand. Insgesamt absolvierte der Stürmer 78 Spiele in der 2. Bundesliga Süd für die Kickers und erzielte dabei 17 Tore.
Nach dieser Zeit spielte Schroff bei der SG Eintracht Bad Kreuznach, dem Stuttgarter SC und dem 1. FC Eislingen.